# Perneszi Zsigmond
Osztopáni Perneszi Zsigmond  (Erdély, meghalt 1715–1721 között) – I. Apafi Mihály fejedelem udvarmestere, követe, földbirtokos.

## Életpályája
Az osztopáni Perneszy család erdélyi ágából származott. Apja osztopáni Perneszy Gábor, földbirtokos, anyja Újhelyi Mária volt. Az apai nagyszülei osztopáni Perneszy Gábor, földbirtokos és Surányi Borbála voltak. Az apai nagyapai dédszülei osztopáni Perneszy István (fl.. 1578-1589), udvarhelyi főparancsnok, földbirtokos, és rajki Rajky Anna voltak. Perneszy Imre udvarhelyi főparancsnoknak Erdélyben sok birtoka volt, melyek közül a szotyori, uzoni és lisznyói jószágokat fejedelmi beleegyezéssel 1578-ban Brassó város vette meg. Perneszy Zsigmondnak az apai ükapja Perneszy István, Somogy megye alispánja, majd 1562-ben királyi adórovó, aki 1566 után Erdélybe került, és somlyói Báthory Kristóf erdélyi vajda várhegyi várnagya lett. Perneszy Zsigmond református vallású nemes volt, ki Királyfalván lakott és Apafi fejedelem udvarmestereként működött, de Erdélyen kívül Magyarországon is voltak birtokai. Néhány évig a marosi egyházmegye és a marosvásárhelyi egyház gondnoka is volt. Részt vett az országos ügyek intézésében is, emellett különösen az egyházi irodalom terén tette nevét maradandóvá.
Avenarius imáit magyarra fordította, és több más munkát is kiadott.
1686-ben az erdélyi fejedelem egyik követe volt a bécsi udvarral kötendő szerződéskor. Küküllő vármegyei királyfalvai földbirtokos. Kassai Borbála Keresztessy Sámuelnétől a Bátosi birtokot kapta meg, melyet azonban az ő kihaltával Lázár György kapott meg.
Első felesége: palóczi Horváth Sára. 2. felesége: losonczi Bánffy Sára.

## Munkái
- A kegyes léleknek lelki vigasztalást szerző idvesség paizsa (Avenarius János után fordítva). (Kolozsvár, 1676.) (II. kiad. Lőcse, 1693.)
- Az Isten anyaszentegyházában lelkiharcot tartó vitézeknek lelki sebök fájdalmát enyhítő lelki flastrom. (Kolozsvár, 1678.)
- Világi bujdosó életünknek kedves útitársa. (Nagyszeben, 1709.)